# Gordon Moore
Gordon Earle Moore (San Francisco, 3 gennaio 1929 – Waimea, 24 marzo 2023) è stato un imprenditore e informatico statunitense, cofondatore della Fairchild Semiconductor nel 1957 e dell'Intel nel 1968.

## Biografia
Nato a San Francisco, in California, frequentò gli studi di chimica e fisica presso l'Università della California - Berkeley e il California Institute of Technology, fu in quest'ultima che ottenne il dottorato di ricerca in Chimica. Nel 1956 fu reclutato come ricercatore presso la neonata compagnia californiana Shockley Semiconductor. In questo luogo scoprì il significato della parola "semiconduttore" (da quel momento nell'arco di 10 anni sarebbe diventato uno dei più grandi visionari del mondo dei semiconduttori).
Il rapporto con il suo capo (William Bradford Shockley) non fu dei migliori e questo portò lui e altri 7 suoi colleghi, i cosiddetti "Traitorous Eight", ad abbandonare nel 1957 la Shockley Semiconductor e a fondare un'altra azienda produttrice di componenti su silicio, Fairchild Semiconductor.
Qui lavorò per 11 anni ed è proprio in questo periodo (1965) che formulò l'osservazione empirica del raddoppio costante del numero di transistor per chip in un arco di 18 mesi, enunciato che prese il nome di Legge di Moore. Nel 1968 lasciò la Fairchild Semiconductor, insieme ad un suo collega Robert Noyce, per fondare un'altra società di semiconduttori: la Intel. All'età di 72 anni lasciò il board of directors per raggiunti limiti di età e rimase Presidente Onorario di Intel.
Moore inoltre è stato direttore di Gilead Sciences Inc., membro del National Academy of Engineering e IEEE. Nel 1990 ricevette la National Medal of Technology and Innovation direttamente dal Presidente George H. W. Bush.